# Heloderma horridum
El lagarto de chaquira, escorpión grande, lagarto de cuentas, lagarto escorpión, escorpión negro, o lagarto enchaquirado, también conocido como lagarto moteado mexicano o acaltetepón (Heloderma horridum) es un lagarto venenoso de la familia Helodermatydae.
Mide aproximadamente 40 cm, con cabeza, cuerpo grande y cola corta. La punta de su cabeza es de color castaño obscuro a negro. Parte superior, lados y porción ventral son oscuros. Dorso con manchas grandes redondeadas color amarillo claro, hacia los lados del cuerpo, extremidades posteriores y cola forman bandas amarillas transversales. Parte dorsal de la cabeza, cuerpo, cola, bajo la cabeza y extremidades poseen escamas granulares redondeadas. Extremidades con dedos y garras largas. Lengua extensible y bifurcada en la punta muy notoria. Presenta glándulas de veneno.
La especie habita el sudoeste de Estados Unidos, México y Guatemala. Posiblemente su distribución actual es mucho menor que la histórica y en áreas no perturbadas. En México se distribuye a lo largo de la vertiente del Pacífico. Este lagarto se observa en selva mediana o baja caducifolia, selva baja espinosa, selva mediana subperennifolia, sabana o bosque de pino encino; generalmente se encuentra en el suelo, pero también trepa. En la costa del Pacífico vive principalmente en clima cálido subhúmedo, pero también en cálido húmedo.
La NOM-059-SEMARNAT-2010 considera a la especie como amenazada; la UICN2019-1 como de preocupación menor. Entre los principales riesgos que la amenazan se encuentra la actividad humana debido al aspecto místico y atractivo del lagarto como mascota. El desconocimiento de su biología impide criar a la especie en cautiverio manteniendo éxito reproductivo. El lagarto también es colectado para fines medicinales y afrodisíacos siendo una especie muy atractiva para el comercio y el tráfico ilegal.

## Características
Este lagarto pertenece al clado de reptiles con glándulas venenosas. Es de gran tamaño alcanzando, hasta 90 centímetros de longitud y pudiendo pesar hasta cuatro kilogramos. Su piel es negra con pequeñas manchas en color amarillo o naranja y recubierta de escamas.

## Historia natural
Son ovíparos y las hembras depositan entre cuatro y doce huevos. El periodo de incubación aproximado es de entre cuatro y cinco meses. Este lagarto es capaz de producir veneno desde su nacimiento. Su veneno tiene potencial terapéutico debido a distintos compuestos presentes en el mismo, como el exendin-3 y la helodermina entre otros. Se ha estudiado como posible tratamiento para diabetes tipo 2, alzheimer y mal de Parkinson.[cita requerida]

## Taxonomía
El lagarto enchaquirado es emparentado con el monstruo de Gila (H. suspectum) y tiene muchos parientes Helodermatidae extintos cuya historia evolutiva se remonta al periodo Cretácico. El género Heloderma ha existido desde el Mioceno, cuando H. texana se extendía sobre la mayor parte de América del Norte. Debido a que los Helodermatidae no experimentaron cambios morfológicos importantes, son en ocasiones considerados como fósiles vivientes.
Aunque el lagarto enchaquirado parece ser relacionado con los varánidos de África, Asia y Australia, la separación geográfica y las características únicas que no se encuentran en los varánidos, indica que el lagarto enchaquirado está mejor ubicado en una familia separada.
La especie fue inicialmente descrita como horridum trachyderma por Arend Wiegmann en 1829, quien la renombró como Heloderma horridum seis meses después. 
Su nombre de género, Heloderma, viene del griego antiguo Helos (ηλος) ('cabeza de clavo' o 'perno') y dermis (δερμα) ('piel'), y significa 'tachonado de la piel'. Su nombre de especie, horridum, es del latín y significa 'áspero' o 'rudo'.

### Subespecies
Existen cuatro subespecies de lagarto enchaquirado:
- Heloderma horridum horridum (Wiegmann, 1829).[7] Habita en México, de Sonora hasta Oaxaca.
- Heloderma horridum alvarezi (Bogert & Martên del Campo, 1956).[8] Habita México y Guatemala. En México se encuentra en el norte de Chiapas y en la depresión del Río Lagartero; En Guatemala se encuentra en el noroeste en el departamento de Huehuetenango.
- Heloderma horridum exasperatum (Bogert & Martên Del Campo, 1956).[9] Habita en México, del sur Sonora hasta el norte de Sinaloa.
- Heloderma horridum charlesbogerti (Campbell & Vannini, 1988).[10] Esta subespecie se encuentra únicamente en el valle del Motagua en el sureste de Guatemala. Se encuentra en CITES I y está en grave peligro de extinción. Quedan menos de 200 ejemplares en vida silvestre. Sus principales amenazas son la pérdida de hábitat, tráfico ilegal para el comercio de mascotas exóticas, exterminio por miedo a la especie y cambio climático. Es conocida localmente como 'Escorpión'.

## Descripción
Los lagartos enchaquirado adultos tienen un tamaño que varía entre 61 y 91 cm de largo. Es sustancialmente más grande que el monstruo de Gila, que sólo alcanza un tamaño de 30 a 41 cm. Aunque los machos son ligeramente más grandes que las hembras, los animales no presentan dimorfismo sexual. Tanto machos como hembras tienen una cabeza ancha, aunque la de los machos tiende a ser algo más ancha. Las escamas del lagarto enchaquirado son pequeñas, granulares y no se superponen. A excepción de la parte inferior del animal, la mayoría de sus escamas son subyacidas de osteodermos óseos.